# Challenger de Ottignies-Louvain-la-Neuve 2023
El torneo BW Open 2023 fue un torneo de tenis perteneció al ATP Challenger Tour 2023 en la categoría Challenger 125. Se trató de la 1ª edición; el torneo tuvo lugar en la ciudad de Ottignies-Louvain-la-Neuve (Bélgica), desde el 23 hasta el 29 de enero de 2023 sobre pista dura bajo techo.

## Jugadores participantes del cuadro de individuales
| Favorito | País                       | Jugador          | Rank1 | Posición en el torneo |
| -------- | -------------------------- | ---------------- | ----- | --------------------- |
| 1        | Bandera de Bélgica         | David Goffin     | 50    | CAMPEÓN               |
| 2        | Bandera de Alemania        | Oscar Otte       | 74    | Baja                  |
| 3        | Bandera de Francia         | Ugo Humbert      | 106   | Primera ronda         |
| 4        | Bandera de República Checa | Tomáš Macháč     | 110   | Primera ronda         |
| 5        | Bandera de Austria         | Jurij Rodionov   | 122   | Primera ronda         |
| 6        | Bandera de Suecia          | Elias Ymer       | 124   | Segunda ronda         |
| 7        | Bandera de Croacia         | Borna Gojo       | 125   | Segunda ronda         |
| 8        | Bandera de Alemania        | Yannick Hanfmann | 128   | Cuartos de final      |

- 1 Se ha tomado en cuenta el ranking del 16 de enero de 2023.

### Otros participantes
Los siguientes jugadores recibieron una invitación (wild card), por lo tanto ingresan directamente al cuadro principal (WC):
- Raphaël Collignon
- David Goffin
- Valentin Vacherot

Los siguientes jugadores ingresan al cuadro principal tras disputar el cuadro clasificatorio (Q):
- Andrea Arnaboldi
- Tibo Colson
- Joris De Loore
- Kenny de Schepper
- Gauthier Onclin
- Mikael Ymer

## Campeones

### Individual Masculino
- David Goffin derrotó en la final a  Mikael Ymer, 6–4, 6–1

### Dobles Masculino
- Romain Arneodo /  Tristan-Samuel Weissborn derrotaron en la final a  Roman Jebavý /  Adam Pavlásek, 6–4, 6–3